# De val van de Feniks
De val van de Feniks is het 90ste album van de stripverhalenreeks Robert en Bertrand. Het werd in 1991 uitgegeven bij Standaard Uitgeverij. Het is getekend door Ron Van Riet en geschreven door Marck Meul.

## Verhaal
Leonardo, de gesel van de wereld, wilde de hele aarde aan zijn geniale brein onderwerpen. Maar Robert en Bertrand slaagden er in om het kwaad te overwinnen en het recht te doen zegevieren. Leonardo verdween in het magma van Moeder Aarde. Maar er is een legende dat uit het vuur de feniks herrijst. En zo gebeurde het. Leonardo herrees als een kleine vogel en kwam terecht in het atelier van een beeldhouwer, in een toren in het park van Wijnegem. Deze kwam al snel in Leonardo's macht en maakte voor hem een enorm marmeren beeld van een vogel, waarin Leonardo zich vestigde. Van hieruit wilde hij weer macht krijgen.
Intussen zijn Robert en Bertrand in Wijnegem gearriveerd. Na een bezoek aan een café gaan ze met een aantal stamgasten naar het atelier van de beeldhouwer die hen zijn nieuwste creatie wil laten zien : Het beeld van Leonardo. Daar worden ze door Leonardo herkend en hij besluit om hen zo snel mogelijk uit de weg te ruimen. 's Nachts in het logement waar Robert en Bertrand liggen te slapen breekt brand uit, door Leonardo aangestoken. Robert en Bertrand kunnen op tijd het logement verlaten. Maar ze worden nu beschouwd als oproerkraaiers en achtervolgd door de stamgasten, die hen in een gevecht bewusteloos slaan en in de rivier gooien. Net op tijd worden ze door een bevriende stamgast uit de rivier gevist en gered. Ze besluiten om zich voorlopig dood te houden en de volgende dag is hun begrafenis. Kort daarop komen ze terug in Wijnegem, nu vermomd als twee toeristen die een fietstocht maken door Europa. Met de hulp van hun vrienden Joeki en Evelyne en een paar stamgasten willen ze alsnog proberen om Leonardo uit te schakelen. Uiteindelijk lukt dat. De beeldhouwer komt weer bij zinnen en het marmeren beeld wordt vernietigd. De vogel Leonardo wordt gevangen genomen en daarna met een kanon de lucht in gestuurd waarna hij explodeert.